# St. Francis (Kansas)
St. Francis és una població dels Estats Units a l'estat de Kansas. Segons el cens del 2000 tenia 1.497 habitants.

## Demografia
Segons el cens del 2000, St. Francis tenia 1.497 habitants, 669 habitatges, i 426 famílies. La densitat de població era de 680 habitants/km².
Dels 669 habitatges en un 25,3% hi vivien nens de menys de 18 anys, en un 54,7% hi vivien parelles casades, en un 6,7% dones solteres, i en un 36,2% no eren unitats familiars. En el 34,8% dels habitatges hi vivien persones soles el 20,8% de les quals corresponia a persones de 65 anys o més que vivien soles. El nombre mitjà de persones vivint en cada habitatge era de 2,16 i el nombre mitjà de persones que vivien en cada família era de 2,76.
Per edats la població es repartia de la següent manera: un 21,7% tenia menys de 18 anys, un 6,1% entre 18 i 24, un 21,9% entre 25 i 44, un 18,9% de 45 a 60 i un 31,4% 65 anys o més.
L'edat mediana era de 45 anys. Per cada 100 dones de 18 o més anys hi havia 83,4 homes.
La renda mediana per habitatge era de 30.842 $ i la renda mediana per família de 36.250 $. Els homes tenien una renda mediana de 25.484 $ mentre que les dones 19.167 $. La renda per capita de la població era de 16.714 $. Entorn del 8,9% de les famílies i l'11,8% de la població estaven per davall del llindar de pobresa.

## Poblacions més properes
El següent diagrama mostra les poblacions més properes.